# Jacques du Broeuq

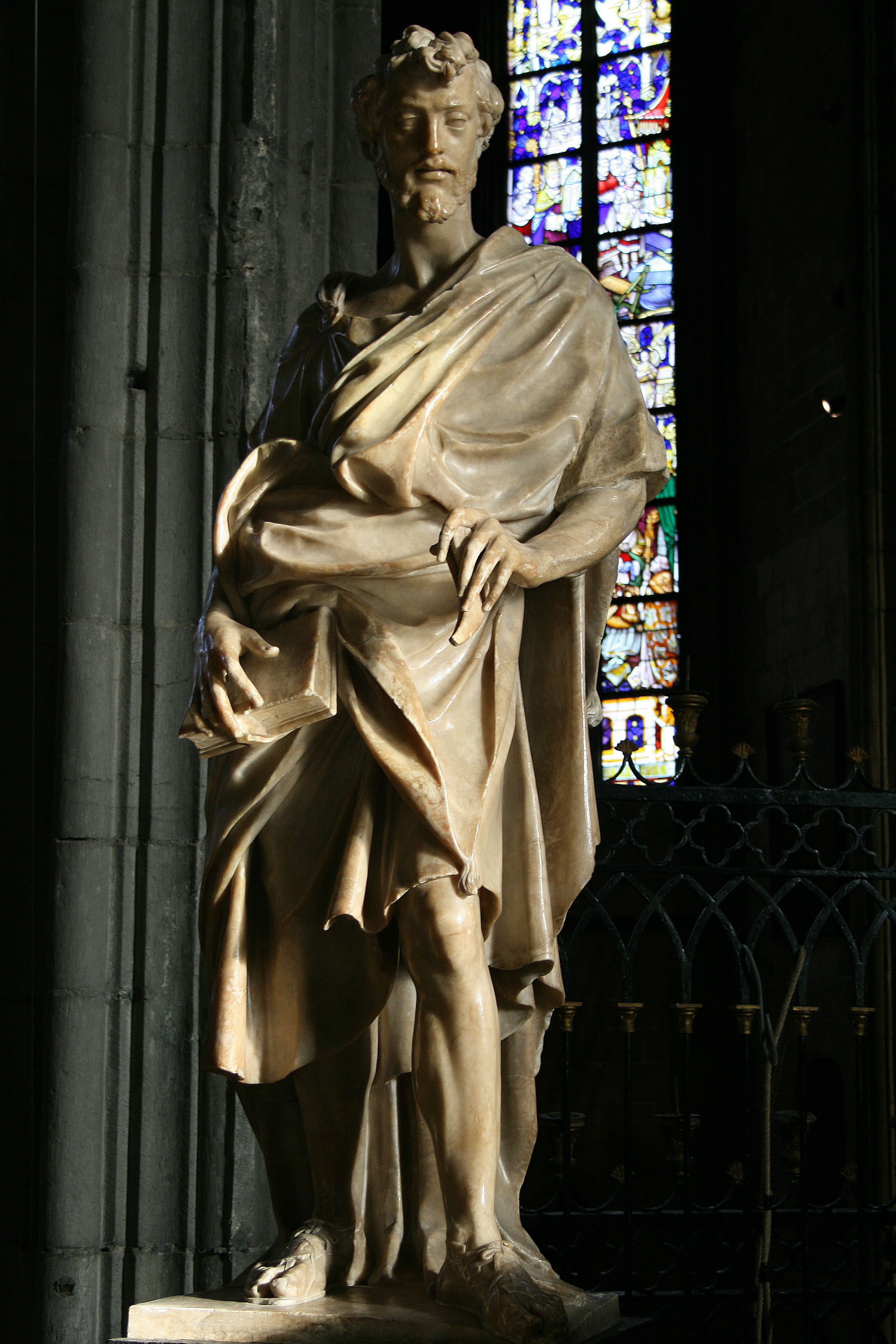
San Bartolomé, en la Colegiata de Sainte-Waudru de Mons.

Jacques du Broeucq fue un escultor y arquitecto activo en el sur de los Países Bajos, nacido alrededor de 1505 y fallecido en 1584. Es considerado uno de los más importantes artistas del Alto Renacimiento en los Países Bajos meridionales.

## Biografía
Nacido hacia 1505, aunque los historiadores no se ponen de acuerdo sobre su lugar de nacimiento: algunos lo sitúan en Saint-Omer (actualmente Francia, en Pas-de-Calais) y otros en Mons (actualmente Bélgica). 
Antes de 1539, viajó probablemente a Italia. Entre 1539-1540, se traslada a Mons y permanece allí hasta el final de su vida. De hecho en ese momento, los archivos son testimonio por primera vez de su presencia en Mons. Se hace mención de su ubicación en un anexo de la escuela para niños pobres. Más tarde, compró una casa cerca del hospital de las «hermanas grises». 
En 1540, dirigió los trabajos en el castillo de Boussu. También participa en la construcción del mausoleo de Eustache de Croy en la catedral de Notre Dame de Saint Omer. Entre 1541-1545, entregó la primera escultura en alabastro para la colegiata de Sainte Waudru de Mons, y comenzó la construcción del castillo de Binche de María de Austria. En 1547 se iniciaron las obras del Castillo Mariemont. También crea los planos del Ayuntamiento de Beaumont. En 1553, diseña los planos para una residencia secundaria de Carlos I de España en Bruselas. De 1560 a 1565 los dedica a completar la restauración de Binche y Mariemont. En 1561, traza los planos para las fortificaciones de Luxemburgo y Thionville. En 1570-1572, realiza los planos del gran portal de la colegiata de Saint Waudru. Su fallecimiento tuvo lugar el 30 de septiembre de 1584 en Mons, celebrándose su funeral en la colegiata de Saint Waudru el 3 de octubre. Fue enterrado en el coro de la colegiata.

## Obras
- El castillo de Boussu (1540)
- Mausoleo de Eustache de Croÿ de la Cathédrale Notre-Dame de Saint-Omer (1540)
- Esculturas en alabastro para la colegiata de Sainte Waudru en Mons (1541-1545)
- El castillo de María de Austria en Binche (1545)
- El castillo de Mariemont (1547)
- Tres obras para la capilla funeraria de los señores de Boussu : 
  - Jean de Hénin-Liétard conde de Boussu y su esposa Anne de Bourgogne ;
  - Una tumba en estilo manierista representando un hombre agonizando (XVe siècle) ;
  - Una sorprendente tumba representando un cadáver en estado de putrefacción llamado l'Homme à moulons (XVIe siècle).

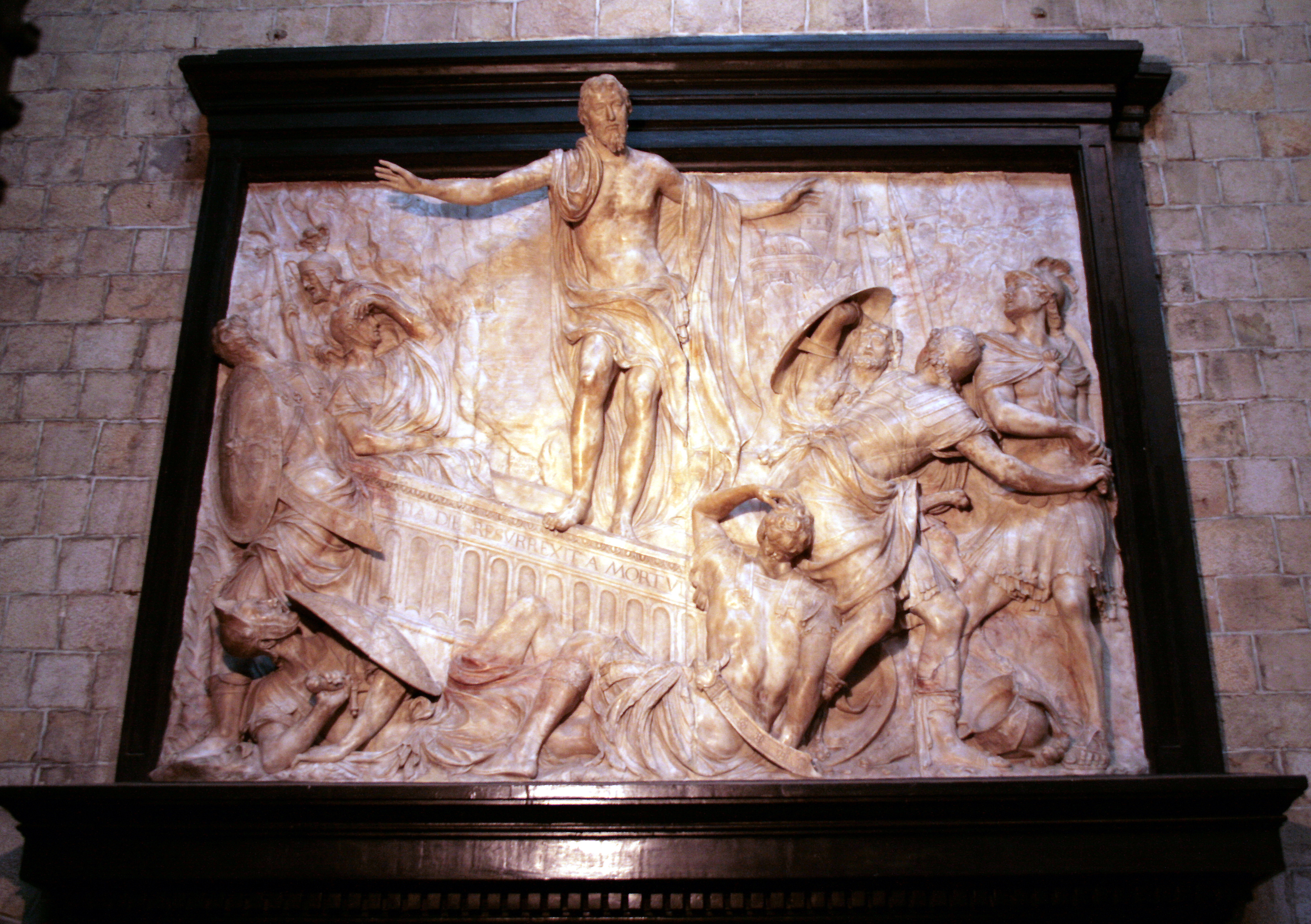
La Resurrección.
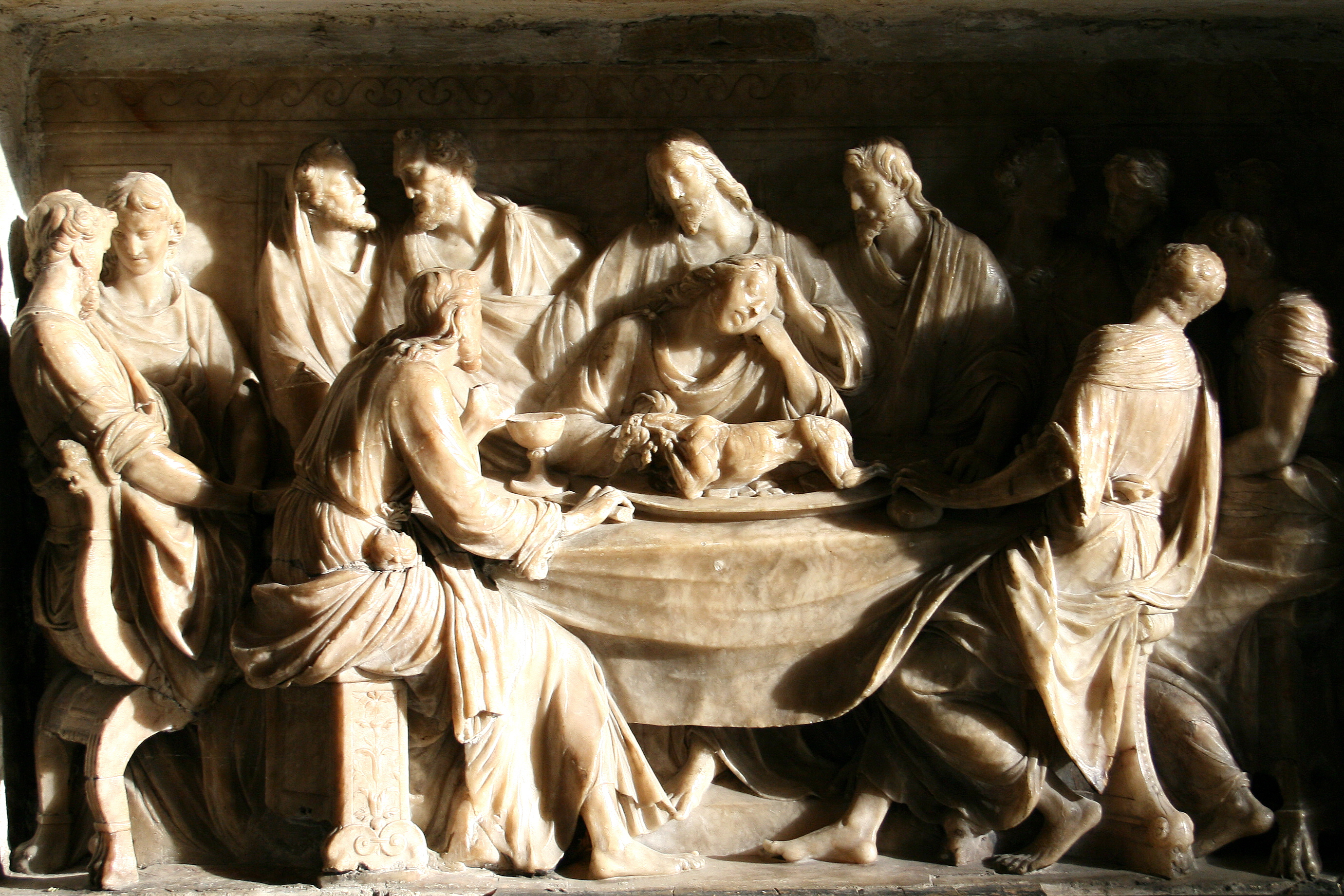
La Última Cena.
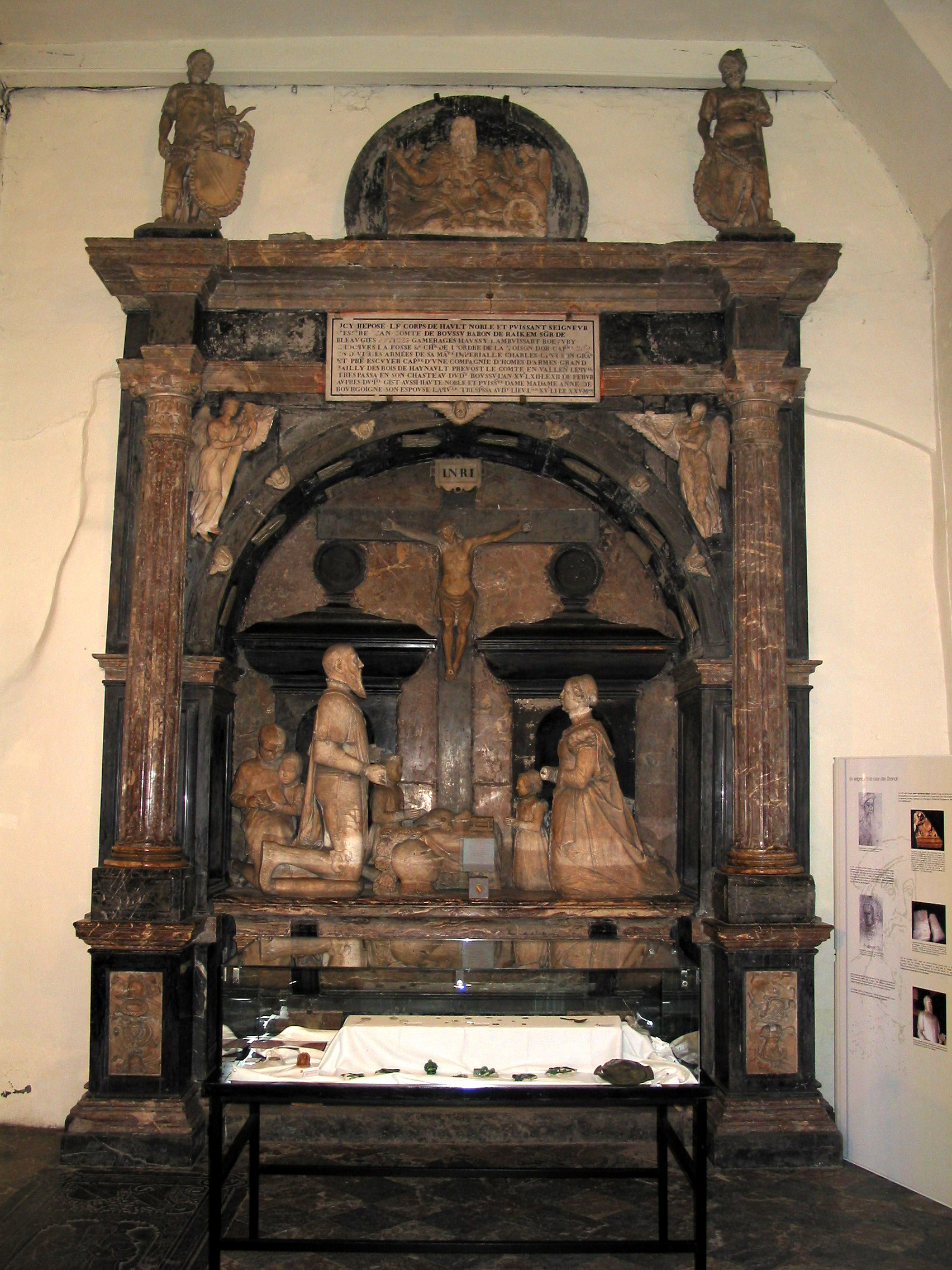
Mausoleo del conde Jean de Hennin-Liétard y su esposa Anne de Borgoña.
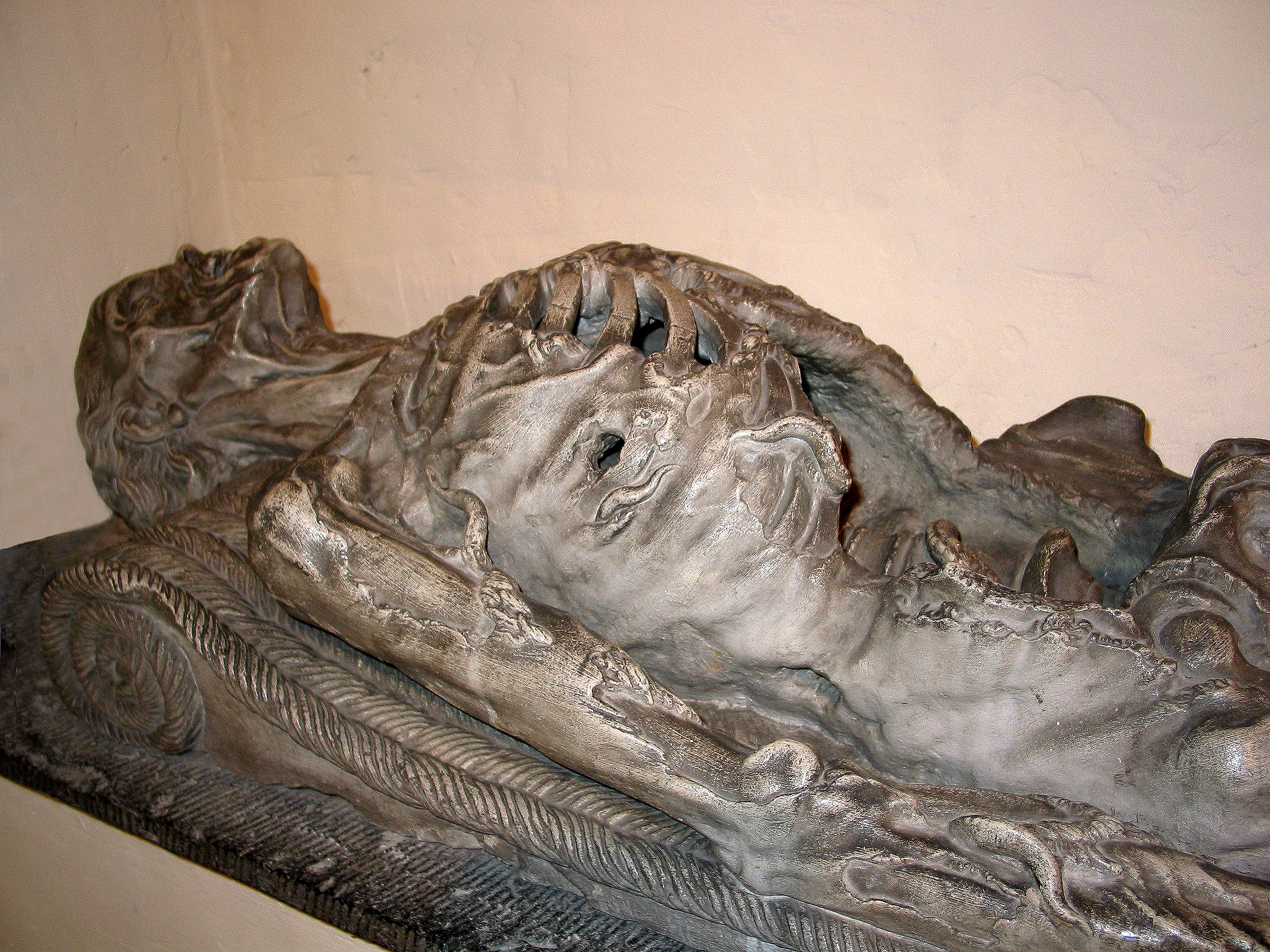
Tumba llamada l'Homme à moulons.
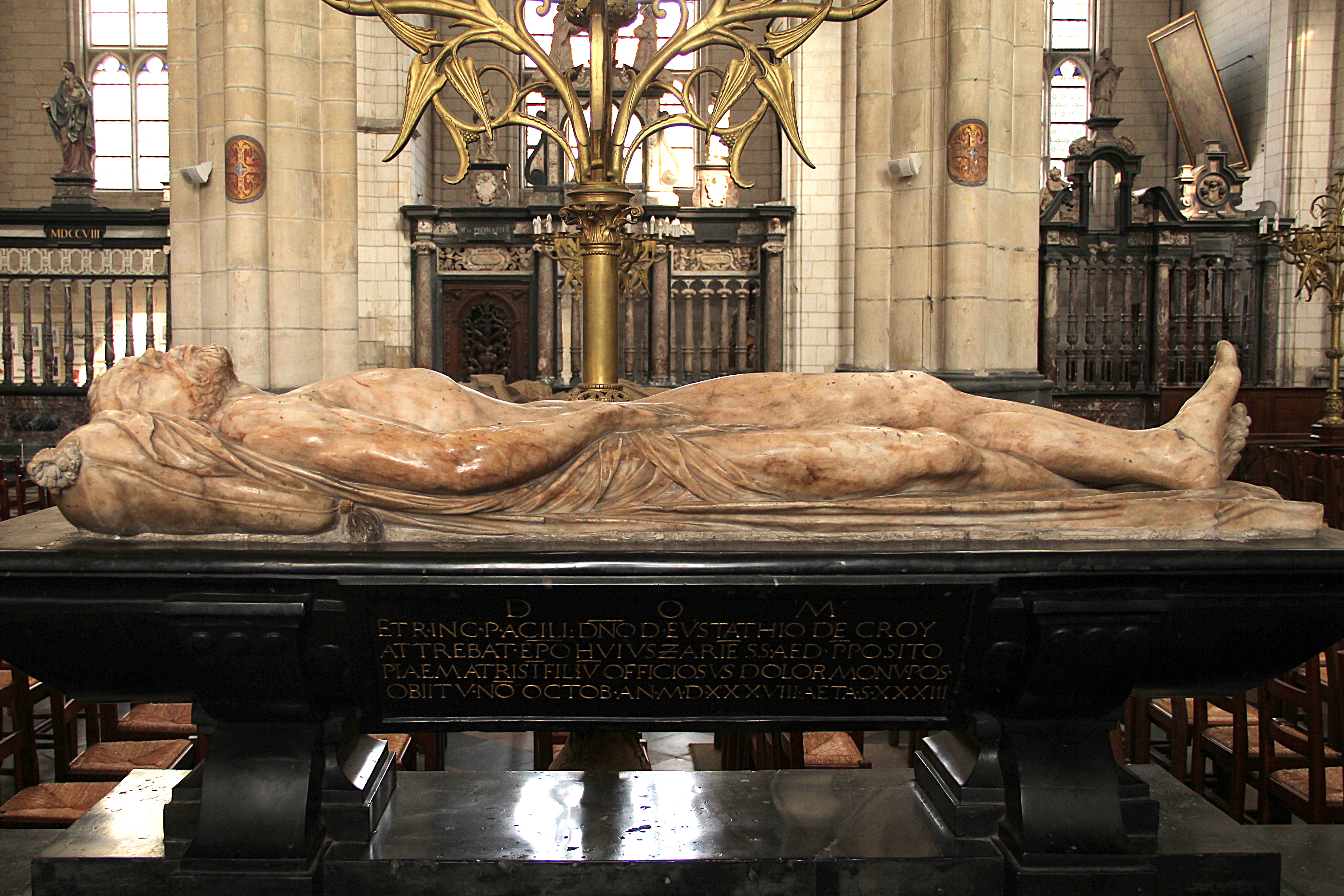
Tumba de Eustache de Croÿ